# Condylostylus lutzi
Condylostylus lutzi är en tvåvingeart som beskrevs av Freitas och Guilherme A.M.Lopes 1941. Condylostylus lutzi ingår i släktet Condylostylus och familjen styltflugor. Inga underarter finns listade i Catalogue of Life.